# Forum alternatif mondial de l'eau
 (mars 2012).
Le Forum Alternatif Mondial de l'Eau, dit « FAME », est un contre-événement issu des mouvements alternatifs et anticapitalistes qui rassemble les acteurs de la société civile, et qui vient notamment en contre-pied du Forum mondial de l'eau.
L'objectif de cette rencontre est de promouvoir l'idée que l'eau est un bien commun de l'humanité.

## Origine et Histoire

### Contestation
Ce forum s'organise autour de la volonté de lutter contre la logique anti-sociale et anti-environnementale du Forum mondial de l'eau. L'organisateur de ce dernier, le Conseil mondial de l'eau, est en effet représenté par des personnalités proches des grands groupes privés. Son président est Loïc Fauchon, aussi président du Groupe des Eaux de Marseille (filiale des deux groupes précédemment cités[précision nécessaire]). Ainsi, les soupçons d'un objectif lucratif sur l'eau sont forts. Cette organisation s'arrogerait le droit de gouvernance des ressources en eau, sous couvert d'Objectifs du millénaire pour le développement et de l'ONU pour utiliser l'eau comme un bien lucratif.

### Les forums alternatifs passés
Ont eu lieu plusieurs forums alternatifs, dont :
- Forums alternatifs de Florence en 2003
- Forums alternatifs Genève en 2005
- Alter Forums de Mexico en 2006
- Alter Forums d'Istanbul en 2009

Certains ont également pris place au sein des Forums sociaux mondiaux comme à Porto Alegre, Caracas, Nairobi ou Belem.

#### Le Forum Alternatif Mondial de l'Eau de Marseille 2012[3]
Le FAME 2012 se déroule au même moment et dans la même ville que le Forum mondial de l'eau à Marseille, au mois de mars. L'organisation prétend rassembler 1500 participants avec peu de financement, contre 2000 pour l’évènement officiel qui a beaucoup d'influences et de financements.

#### Après 2012
En mars 2022, le FAME a lieu en parallèle au Forum mondial de l'eau qui se déroule au Sénégal ; le FAME est alors implanté à Dakar. Certaines organisations participent aux deux forums.

## Organisation

### Défense d'une cause
L'eau est défendue par le FAME pour être un bien public géré par la population dans le respect des normes sociales et environnementales. 
Le combat est porteur car des réseaux nationaux, continentaux et internationaux se sont mis en place et la privatisation a diminué. C'est le cas en France, pays d'où est issu le mouvement de privatisation ainsi que de grandes entreprises des eaux telles que GDF-Suez ou Veolia.

## Objectifs
Le FAME se donne pour objectifs : 
- la reconnaissance de l'eau comme bien commun de l'humanité (voir Patrimoine mondial) ;
- l'accès à la ressource comme droit fondamental — reconnaissance faite par l'Organisation des nations unies (ONU) le 28 juillet 2010[6].
- la gestion et la protection publique des ressources ;
- la répartition concertée et démocratique des ressources ;
- la mise en place d’une tarification progressive de l’eau potable domestique ;
- la promotion des alternatives de techniques écologiques de production d’eau et d’assainissement ;
- l’anticipation des effets du réchauffement climatique.

### Actions
Le FAME entend poursuivre et amplifier ce mouvement par :
- l’élaboration et la promotion d’un discours alternatif majoritaire en faveur d’une gestion écologique et démocratique de l’eau ;
- la poursuite de la recherche de solutions à la crise mondiale de l’eau ;
- la structuration durable du mouvement.

Ce mouvement a favorisé la reconnaissance de l’accès à l’eau comme l’un des droits humains fondamentaux par l’Assemblée Générale de l’ONU le 28 juillet 2010.